# Комсомольский (Кинельский район)
Комсомо́льский — посёлок в Кинельском районе Самарской области. Административный центр сельского поселения Комсомольский.

## История
В 1973 году указом Президиума Верховного Совета РСФСР посёлок центральной усадьбы совхоза «Комсомольский» переименован в Комсомольский.

## Население
| 2002 | 2010  | 2021  |
| ---- | ----- | ----- |
| 3223 | ↘2989 | ↗3520 |

## Улицы
| - ул. 50 лет Октября, - ул. Абрикосовая, - ул. Аксёнова, - ул. Алексеевская, - ул. Ближняя, - ул. Виноградная, - ул. Владимирская, | - пер. Восточный, - ул. Железнодорожная, - ул. Ильинская, - ул. Комсомольская, - ул. Лесная, - ул. Мира, - ул. Молодёжная, | - ул. Пионерская, - ул. Полевая, - ул. Промышленная, - ул. Рублёвская, - ул. Рябиновая, - ул. Садовая, - ул. Солнечная, | - ул. Степная, - пер. Тихий, - ул. Тополиная, - ул. Школьная, - ул. Шоссейная, - ул. Яблоневая, - ул. Ягодная. |